# Nino Ravasini
Domenico Nino Ravasini, conosciuto come Nino Ravasini (Como, 10 agosto 1900 – Milano, 12 settembre 1980), è stato un compositore italiano.

## Biografia
Diplomatosi in ragioneria, inizia a lavorare come impiegato alle Acciaierie Falck, coltivando la musica come hobby fino al 1926, anno in cui decide di dedicarsi a tempo pieno all'attività di compositore, visti i primi successi ottenuti dalle sue musiche, tra cui la canzone Mio nel 1924; nel primo periodo usa lo pseudonimo Vasin.
Il grande successo arriva nel 1929 con Roselline, lanciata da Nuccia Natali, successo che gli procura un contratto con le edizioni musicali Suvini-Zerboni che dura dal 1930 al 1938 e per cui scrive molte canzoni per artisti come Carlo Buti.
Nel 1936 scrive la colonna sonora del film Nozze vagabonde; in seguito collaborerà spesso alla realizzazione di colonne sonore, ad esempio per Arcobaleno nel 1943.
Nel 1939 passa alla Carisch e scrive Solo in una notte di tormento per Wanda Osiris; dal 1943 è invece sotto contratto della editrice musicale Nazionale.
Nel 1940 compone le musiche per la rivista Tutte donne, con Wanda Osiris, Erminio Macario ed Erika Sandri.
Nel 1943 scrive la musica per Il tamburo della banda d'Affori, canzone che, a causa del testo scritto da Mario Panzeri e Nino Rastelli verrà messa sotto accusa dal regime fascista, in particolare per i versi in cui si parla del "tamburo principale della banda d'Affori,/ che comanda 550 pifferi", poiché i componenti della Camera dei fasci e delle corporazioni erano proprio 550, ed il tamburo principale sembrò un'allusione a Mussolini.
Nel dopoguerra ottiene un grande successo con La classe degli asini, lanciata da Natalino Otto e ripresa negli anni successivi da moltissimi artisti; nel 1945 fonda le Edizioni musicali Ritmo, con sede in via Conservatorio 17 a Milano.
Partecipa al Festival di Sanremo 1951 con Al mercato di Pizzighettone, interpretata da Achille Togliani e il Duo Fasano, e al Festival di Sanremo 1952 con L'attesa, cantata da Gino Latilla.
Dopo dieci anni ritorna al Festival di Sanremo 1962 con la protodemenziale Lui andava a cavallo, per la coppia Gino Bramieri e Aurelio Fierro, dopodiché, alla fine del decennio, si dedicò all'attività di editore musicale aprendo le edizioni musicali Publimusic. 
Alla Siae risultano depositate a suo nome 439 canzoni.

## Le principali canzoni scritte da Nino Ravasini
| Anno | Titolo                          | Autori del testo              | Autori della musica             | Interpreti                               |
| ---- | ------------------------------- | ----------------------------- | ------------------------------- | ---------------------------------------- |
| 1937 | Tango di Ramona                 | Umberto Bertini               | Vasin                           | Harvedo Felicioli e Trio Lescano         |
| 1938 | Lacrime al vento                | Umberto Bertini               | Vasin                           | Trio Lescano                             |
| 1942 | Disperatamente t'amo            | Liri                          | Paola Marchetti e Nino Ravasini | Wanda Osiris                             |
| 1942 | Gira gira                       | Guido Ammirata                | Nino Ravasini                   | Silvano Lalli e il Trio Lescano          |
| 1943 | Il tamburo della banda d'Affori | Mario Panzeri e Nino Rastelli | Nino Ravasini                   | Nella Colombo, Aldo Donà e Dea Garbaccio |
| 1948 | La classe degli asini           | Liri                          | Nino Ravasini                   | Natalino Otto                            |
| 1951 | Al mercato di Pizzighettone     | Aldo Locatelli                | Nino Ravasini                   | Achille Togliani e Duo Fasano            |
| 1952 | L'attesa                        | Biri                          | Nino Ravasini                   | Gino Latilla                             |
| 1962 | Lui andava a cavallo            | Nisa                          | Nino Ravasini                   | Gino Bramieri e Aurelio Fierro           |